# Andrij Voronin
Andrij Viktorovyč Voronin (in ucraino Андрій Вікторович Воронін?; Odessa, 21 luglio 1979) è un allenatore di calcio ed ex calciatore ucraino, di ruolo attaccante.

## Biografia
Nato in Ucraina, suo padre è russo.

## Caratteristiche tecniche
Era un attaccante dotato di buona personalità e bravo a fornire assist ai compagni.

## Carriera

### Calciatore

#### Club
Comincia a giocare da professionista nel 1997 con il Borussia Mönchengladbach, in tre stagioni colleziona poche presenze e nel 2000 viene ceduto al Magonza.Qui disputa tre stagioni culminate con il titolo di capocannoniere con 20 gol messi a segno nella 2.Bundesliga 2002-2003 e con la promozione del Magonza in Bundesliga.
Nell'estate 2003 il Colonia lo mette sotto contratto. Un anno dopo ad acquistarlo è il Bayer Leverkusen. Alla prima stagione (2004-2005) sono 15 i gol per lui, che fa reparto insieme a Dimitr Berbatov. Nell'estate 2006, con la partenza di Berbatov, andato al Tottenham, ha avuto un nuovo compagno nell'attacco del Bayer, Sergej Barbarez. Dopo 37 goal in 119 partite complessive nell'estate 2007 passa al Liverpool.
Al Liverpool Voronin sceglie la maglia numero 10, in passato appartenuta a giocatori celebri del Liverpool come John Barnes e Michael Owen. Il 15 agosto 2007 segna il suo primo gol durante la partita di qualificazione alla Champions League contro il Toulouse. Concluderà la sua prima stagione con 6 gol in 27 presenze complessive.
Il 1º settembre 2008 si trasferisce in prestito all'Hertha Berlino, nelle cui file gioca con continuità e realizza 11 gol. Il 25 maggio 2009 l'Hertha annuncia che a fine stagione non riscatterà il cartellino del giocatore. Voronin torna quindi al Liverpool, dopo in 6 mesi gioca 11 partite senza segnare per passare poi l'8 gennaio 2010 alla Dinamo Mosca per 2 milioni di euro.
Il 9 febbraio 2015 annuncia il suo ritiro dal calcio giocato.

#### Nazionale
Con la selezione del suo paese ha partecipato al campionato del mondo 2006 in Germania, vestendo la maglia numero 10.
Viene anche convocato per l'Europeo 2012, organizzato proprio nel suo paese insieme alla Polonia. La competizione parte alla grande perché l'Ucraina, davanti al proprio pubblico, batte 2-1 la Svezia ma poi perde le altre due partite con Francia e Inghilterra, venendo così eliminata dal torneo. Al termine della competizione Voronin decide, insieme al compagno di reparto Andrij Ševčenko, di lasciare la nazionale.

### Allenatore
Il 14 ottobre 2020 diventa il vice allenatore di Sandro Schwarz alla Dinamo Mosca. Il 1º marzo 2022, a seguito dell'invasione russa nel suo paese Natale, rassegna le proprie dimissioni dal club.

## Statistiche

### Presenze e reti nei club
| Stagione                | Squadra                 | Campionato              | Campionato | Campionato | Coppe nazionali | Coppe nazionali | Coppe nazionali | Coppe continentali | Coppe continentali | Coppe continentali | Altre coppe | Altre coppe | Altre coppe | Totale | Totale |
| Stagione                | Squadra                 | Comp                    | Pres       | Reti       | Comp            | Pres            | Reti            | Comp               | Pres               | Reti               | Comp        | Pres        | Reti        | Pres   | Reti   |
| ----------------------- | ----------------------- | ----------------------- | ---------- | ---------- | --------------- | --------------- | --------------- | ------------------ | ------------------ | ------------------ | ----------- | ----------- | ----------- | ------ | ------ |
| 1997-1998               | Borussia M.             | BL                      | 7          | 1          | CG              | 1               | 0               | -                  | -                  | -                  | -           | -           | -           | 8      | 1      |
| 1998-1999               | Borussia M.             | BL                      | 0          | 0          | CG              | -               | -               | -                  | -                  | -                  | -           | -           | -           | 0      | 0      |
| 1999-2000               | Borussia M.             | 2.BL                    | 2          | 0          | CG              | -               | -               | -                  | -                  | -                  | -           | -           | -           | 2      | 0      |
| Totale Borussia M.      | Totale Borussia M.      | Totale Borussia M.      | 9          | 1          |                 | 1               | 0               |                    | -                  | -                  |             | -           | -           | 10     | 1      |
| 2000-2001               | Mainz                   | 2.BL                    | 10         | 1          | CG              | 1               | 0               | -                  | -                  | -                  | -           | -           | -           | 11     | 1      |
| 2001-2002               | Mainz                   | 2.BL                    | 34         | 8          | CG              | 2               | 1               | -                  | -                  | -                  | -           | -           | -           | 36     | 9      |
| 2002-2003               | Mainz                   | 2.BL                    | 31         | 20         | CG              | 1               | 0               | -                  | -                  | -                  | -           | -           | -           | 32     | 20     |
| Totale Mainz            | Totale Mainz            | Totale Mainz            | 75         | 29         |                 | 4               | 1               |                    | -                  | -                  |             | -           | -           | 79     | 30     |
| 2003-2004               | Colonia                 | BL                      | 19         | 4          | CG              | 2               | 2               | -                  | -                  | -                  | -           | -           | -           | 21     | 6      |
| 2004-2005               | Bayer Leverkusen        | BL                      | 32         | 15         | CG              | 2               | 0               | UCL                | 6                  | 2                  | SG          | 2           | 0           | 42     | 17     |
| 2005-2006               | Bayer Leverkusen        | BL                      | 29         | 7          | CG              | 2               | 1               | CU                 | 2                  | 0                  | SG          | 1           | 0           | 34     | 8      |
| 2006-2007               | Bayer Leverkusen        | BL                      | 31         | 10         | CG              | 2               | 0               | CU                 | 10                 | 2                  | -           | -           | -           | 43     | 12     |
| Totale Bayer Leverkusen | Totale Bayer Leverkusen | Totale Bayer Leverkusen | 92         | 32         |                 | 6               | 1               |                    | 18                 | 4                  |             | 3           | 0           | 119    | 37     |
| 2007-2008               | Liverpool               | PL                      | 19         | 5          | FACup+CdL       | 2+1             | 0+0             | UCL                | 7                  | 1                  | -           | -           | -           | 29     | 6      |
| 2008-2009               | Hertha Berlino          | BL                      | 27         | 11         | CG              | 1               | 0               | CU                 | 5                  | 0                  | -           | -           | -           | 33     | 11     |
| 2009-2010               | Liverpool               | PL                      | 8          | 0          | FACup+CdL       | 0+1             | 0+0             | UCL                | 3                  | 0                  | -           | -           | -           | 12     | 0      |
| Totale Liverpool        | Totale Liverpool        | Totale Liverpool        | 27         | 5          |                 | 4               | 0               |                    | 10                 | 1                  |             | -           | -           | 41     | 6      |
| 2010                    | Dinamo Mosca            | PL                      | 26         | 4          | CR              | 3               | 0               | -                  | -                  | -                  | -           | -           | -           | 29     | 4      |
| 2011-2012               | Dinamo Mosca            | PL                      | 37         | 11         | CR              | 4               | 2               | -                  | -                  | -                  | -           | -           | -           | 41     | 13     |
| 2012-2013               | Fortuna Düsseldorf      | BL                      | 10         | 0          | CG              | 1               | 0               | -                  | -                  | -                  | -           | -           | -           | 11     | 0      |
| 2013-2014               | Dinamo Mosca            | PL                      | 17         | 7          | CR              | 0               | 0               | -                  | -                  | -                  | -           | -           | -           | 17     | 7      |
| Totale Dinamo Mosca     | Totale Dinamo Mosca     | Totale Dinamo Mosca     | 80         | 55         |                 | 7               | 2               |                    | -                  | -                  |             | -           | -           | 87     | 24     |
| Totale carriera         | Totale carriera         | Totale carriera         | 349        | 104        |                 | 26              | 6               |                    | 33                 | 5                  |             | 3           | 0           | 401    | 115    |

### Cronologia presenze e reti in nazionale
| Cronologia completa delle presenze e delle reti in nazionale ― Ucraina | Cronologia completa delle presenze e delle reti in nazionale ― Ucraina | Cronologia completa delle presenze e delle reti in nazionale ― Ucraina | Cronologia completa delle presenze e delle reti in nazionale ― Ucraina | Cronologia completa delle presenze e delle reti in nazionale ― Ucraina | Cronologia completa delle presenze e delle reti in nazionale ― Ucraina | Cronologia completa delle presenze e delle reti in nazionale ― Ucraina | Cronologia completa delle presenze e delle reti in nazionale ― Ucraina |
| Data                                                                   | Città                                                                  | In casa                                                                | Risultato                                                              | Ospiti                                                                 | Competizione                                                           | Reti                                                                   | Note                                                                   |
| ---------------------------------------------------------------------- | ---------------------------------------------------------------------- | ---------------------------------------------------------------------- | ---------------------------------------------------------------------- | ---------------------------------------------------------------------- | ---------------------------------------------------------------------- | ---------------------------------------------------------------------- | ---------------------------------------------------------------------- |
| 27-3-2002                                                              | Constanța                                                              | Romania                                                                | 4 – 1                                                                  | Ucraina                                                                | Amichevole                                                             | -                                                                      | 37’ 54’                                                                |
| 12-10-2002                                                             | Kiev                                                                   | Ucraina                                                                | 2 – 0                                                                  | Grecia                                                                 | Qual. Euro 2004                                                        | 1                                                                      | 25’                                                                    |
| 16-10-2002                                                             | Belfast                                                                | Irlanda del Nord                                                       | 0 – 0                                                                  | Ucraina                                                                | Qual. Euro 2004                                                        | -                                                                      |                                                                        |
| 20-11-2002                                                             | Trnava                                                                 | Slovacchia                                                             | 1 – 1                                                                  | Ucraina                                                                | Amichevole                                                             | -                                                                      | 69’                                                                    |
| 12-2-2003                                                              | Smirne                                                                 | Turchia                                                                | 0 – 0                                                                  | Ucraina                                                                | Amichevole                                                             | -                                                                      | 82’                                                                    |
| 29-3-2003                                                              | Kiev                                                                   | Ucraina                                                                | 2 – 2                                                                  | Spagna                                                                 | Qual. Euro 2004                                                        | 1                                                                      |                                                                        |
| 2-4-2003                                                               | Kiev                                                                   | Ucraina                                                                | 1 – 0                                                                  | Lettonia                                                               | Amichevole                                                             | -                                                                      | 55’                                                                    |
| 30-4-2003                                                              | Copenaghen                                                             | Danimarca                                                              | 1 – 0                                                                  | Ucraina                                                                | Amichevole                                                             | -                                                                      | 72’                                                                    |
| 7-6-2003                                                               | Leopoli                                                                | Ucraina                                                                | 4 – 3                                                                  | Armenia                                                                | Qual. Euro 2004                                                        | -                                                                      |                                                                        |
| 11-6-2003                                                              | Atene                                                                  | Grecia                                                                 | 1 – 0                                                                  | Ucraina                                                                | Qual. Euro 2004                                                        | -                                                                      | 90+1’                                                                  |
| 20-8-2003                                                              | Donec'k                                                                | Ucraina                                                                | 0 – 2                                                                  | Romania                                                                | Amichevole                                                             | -                                                                      | 46’                                                                    |
| 6-9-2003                                                               | Donec'k                                                                | Ucraina                                                                | 0 – 0                                                                  | Irlanda del Nord                                                       | Qual. Euro 2004                                                        | -                                                                      |                                                                        |
| 10-9-2003                                                              | Elche                                                                  | Spagna                                                                 | 2 – 1                                                                  | Ucraina                                                                | Qual. Euro 2004                                                        | -                                                                      | 52’                                                                    |
| 18-2-2004                                                              | Tripoli                                                                | Libia                                                                  | 1 – 1                                                                  | Ucraina                                                                | Amichevole                                                             | -                                                                      | 59’                                                                    |
| 18-8-2004                                                              | Newcastle                                                              | Inghilterra                                                            | 3 – 0                                                                  | Ucraina                                                                | Amichevole                                                             | -                                                                      | 53’                                                                    |
| 8-9-2004                                                               | Almaty                                                                 | Kazakistan                                                             | 1 – 2                                                                  | Ucraina                                                                | Qual. Mondiali 2006                                                    | -                                                                      | 48’                                                                    |
| 9-10-2004                                                              | Kiev                                                                   | Ucraina                                                                | 1 – 1                                                                  | Grecia                                                                 | Qual. Mondiali 2006                                                    | -                                                                      | 90+3’                                                                  |
| 13-10-2004                                                             | Jaremče                                                                | Ucraina                                                                | 2 – 0                                                                  | Georgia                                                                | Qual. Mondiali 2006                                                    | -                                                                      | 39’                                                                    |
| 17-11-2004                                                             | Istanbul                                                               | Turchia                                                                | 0 – 3                                                                  | Ucraina                                                                | Qual. Mondiali 2006                                                    | -                                                                      | 61’                                                                    |
| 9-2-2005                                                               | Tirana                                                                 | Albania                                                                | 0 – 2                                                                  | Ucraina                                                                | Qual. Mondiali 2006                                                    | -                                                                      | 56’ 80’                                                                |
| 30-3-2005                                                              | Kiev                                                                   | Ucraina                                                                | 1 – 0                                                                  | Danimarca                                                              | Qual. Mondiali 2006                                                    | 1                                                                      | 90+1’                                                                  |
| 4-6-2005                                                               | Kiev                                                                   | Ucraina                                                                | 2 – 0                                                                  | Kazakistan                                                             | Qual. Mondiali 2006                                                    | -                                                                      | 70’                                                                    |
| 8-6-2005                                                               | Il Pireo                                                               | Grecia                                                                 | 0 – 1                                                                  | Ucraina                                                                | Qual. Mondiali 2006                                                    | -                                                                      | 90’                                                                    |
| 17-8-2005                                                              | Kiev                                                                   | Ucraina                                                                | 2 – 1                                                                  | Serbia e Montenegro                                                    | Lobanovsky International Tournament 2005                               | -                                                                      | 60’                                                                    |
| 3-9-2005                                                               | Tbilisi                                                                | Georgia                                                                | 1 – 1                                                                  | Ucraina                                                                | Qual. Mondiali 2006                                                    | -                                                                      | 75’                                                                    |
| 7-9-2005                                                               | Kiev                                                                   | Ucraina                                                                | 0 – 1                                                                  | Turchia                                                                | Qual. Mondiali 2006                                                    | -                                                                      | 84’                                                                    |
| 8-10-2005                                                              | Dnipropetrovs'k                                                        | Ucraina                                                                | 2 – 2                                                                  | Albania                                                                | Qual. Mondiali 2006                                                    | -                                                                      |                                                                        |
| 28-2-2006                                                              | Baku                                                                   | Azerbaigian                                                            | 0 – 0                                                                  | Ucraina                                                                | Amichevole                                                             | -                                                                      | 46’                                                                    |
| 28-5-2006                                                              | Kiev                                                                   | Ucraina                                                                | 4 – 0                                                                  | Costa Rica                                                             | Amichevole                                                             | -                                                                      | 46’                                                                    |
| 2-6-2006                                                               | Losanna                                                                | Italia                                                                 | 0 – 0                                                                  | Ucraina                                                                | Amichevole                                                             | -                                                                      |                                                                        |
| 5-6-2006                                                               | Gossau                                                                 | Libia                                                                  | 0 – 3                                                                  | Ucraina                                                                | Amichevole                                                             | -                                                                      | 46’                                                                    |
| 8-6-2006                                                               | Lussemburgo                                                            | Lussemburgo                                                            | 0 – 3                                                                  | Ucraina                                                                | Amichevole                                                             | 1                                                                      | 46’                                                                    |
| 14-6-2006                                                              | Lipsia                                                                 | Ucraina                                                                | 0 – 4                                                                  | Spagna                                                                 | Mondiali 2006 - 1º turno                                               | -                                                                      |                                                                        |
| 19-6-2006                                                              | Amburgo                                                                | Arabia Saudita                                                         | 0 – 4                                                                  | Ucraina                                                                | Mondiali 2006 - 1º turno                                               | -                                                                      | 79’                                                                    |
| 23-6-2006                                                              | Berlino                                                                | Tunisia                                                                | 0 – 1                                                                  | Ucraina                                                                | Mondiali 2006 - 1º turno                                               | -                                                                      |                                                                        |
| 26-6-2006                                                              | Colonia                                                                | Svizzera                                                               | 0 – 0 dts (0 – 3 dtr)                                                  | Ucraina                                                                | Mondiali 2006 - Ottavi di finale                                       | -                                                                      | 111’                                                                   |
| 15-8-2006                                                              | Kiev                                                                   | Ucraina                                                                | 6 – 0                                                                  | Azerbaigian                                                            | Amichevole                                                             | 1                                                                      | 55’                                                                    |
| 6-9-2006                                                               | Kiev                                                                   | Ucraina                                                                | 3 – 2                                                                  | Georgia                                                                | Qual. Euro 2008                                                        | -                                                                      | 56’                                                                    |
| 7-10-2006                                                              | Roma                                                                   | Italia                                                                 | 2 – 0                                                                  | Ucraina                                                                | Qual. Euro 2008                                                        | -                                                                      | 41’                                                                    |
| 11-10-2006                                                             | Kiev                                                                   | Ucraina                                                                | 2 – 0                                                                  | Scozia                                                                 | Qual. Euro 2008                                                        | -                                                                      | 90+3’                                                                  |
| 7-2-2007                                                               | Ramat Gan                                                              | Israele                                                                | 1 – 1                                                                  | Ucraina                                                                | Amichevole                                                             | -                                                                      | 46’                                                                    |
| 24-3-2007                                                              | Toftir                                                                 | Fær Øer                                                                | 0 – 2                                                                  | Ucraina                                                                | Qual. Euro 2008                                                        | -                                                                      | 72’                                                                    |
| 28-3-2007                                                              | Odessa                                                                 | Ucraina                                                                | 1 – 0                                                                  | Lituania                                                               | Qual. Euro 2008                                                        | -                                                                      |                                                                        |
| 2-6-2007                                                               | Saint-Denis                                                            | Francia                                                                | 2 – 0                                                                  | Ucraina                                                                | Qual. Euro 2008                                                        | -                                                                      | 72’                                                                    |
| 22-8-2007                                                              | Kiev                                                                   | Ucraina                                                                | 2 – 1                                                                  | Uzbekistan                                                             | Amichevole                                                             | -                                                                      | 46’                                                                    |
| 8-9-2007                                                               | Tbilisi                                                                | Georgia                                                                | 1 – 1                                                                  | Ucraina                                                                | Qual. Euro 2008                                                        | -                                                                      | 71’                                                                    |
| 12-9-2007                                                              | Kiev                                                                   | Ucraina                                                                | 1 – 2                                                                  | Italia                                                                 | Qual. Euro 2008                                                        | -                                                                      | 60’                                                                    |
| 13-10-2007                                                             | Glasgow                                                                | Scozia                                                                 | 3 – 1                                                                  | Ucraina                                                                | Qual. Euro 2008                                                        | -                                                                      |                                                                        |
| 17-10-2007                                                             | Kiev                                                                   | Ucraina                                                                | 5 – 0                                                                  | Fær Øer                                                                | Qual. Euro 2008                                                        | -                                                                      |                                                                        |
| 17-11-2007                                                             | Kaunas                                                                 | Lituania                                                               | 2 – 0                                                                  | Ucraina                                                                | Qual. Euro 2008                                                        | -                                                                      | 69’                                                                    |
| 21-11-2007                                                             | Kiev                                                                   | Ucraina                                                                | 2 – 2                                                                  | Francia                                                                | Qual. Euro 2008                                                        | 1                                                                      | 85’                                                                    |
| 26-3-2008                                                              | Kiev                                                                   | Ucraina                                                                | 2 – 0                                                                  | Serbia                                                                 | Amichevole                                                             | -                                                                      | 74’ 76’                                                                |
| 24-5-2008                                                              | Rotterdam                                                              | Paesi Bassi                                                            | 3 – 0                                                                  | Ucraina                                                                | Amichevole                                                             | -                                                                      |                                                                        |
| 20-8-2008                                                              | Leopoli                                                                | Ucraina                                                                | 1 – 0                                                                  | Polonia                                                                | Amichevole                                                             | -                                                                      | 46’                                                                    |
| 6-9-2008                                                               | Leopoli                                                                | Ucraina                                                                | 1 – 0                                                                  | Bielorussia                                                            | Qual. Mondiali 2010                                                    | -                                                                      | 58’                                                                    |
| 10-9-2008                                                              | Almaty                                                                 | Kazakistan                                                             | 1 – 3                                                                  | Ucraina                                                                | Qual. Mondiali 2010                                                    | -                                                                      | 88’                                                                    |
| 11-2-2009                                                              | Strovolos                                                              | Serbia                                                                 | 0 – 1                                                                  | Ucraina                                                                | Cyprus International Tournament 2009                                   | -                                                                      | 3’ 46’                                                                 |
| 1-4-2009                                                               | Londra                                                                 | Inghilterra                                                            | 2 – 1                                                                  | Ucraina                                                                | Qual. Mondiali 2010                                                    | -                                                                      | 55’                                                                    |
| 10-6-2009                                                              | Kiev                                                                   | Ucraina                                                                | 2 – 1                                                                  | Kazakistan                                                             | Qual. Mondiali 2010                                                    | -                                                                      | 68’                                                                    |
| 5-9-2009                                                               | Kiev                                                                   | Ucraina                                                                | 5 – 0                                                                  | Andorra                                                                | Qual. Mondiali 2010                                                    | -                                                                      | 25’ 66’                                                                |
| 9-9-2009                                                               | Minsk                                                                  | Bielorussia                                                            | 0 – 0                                                                  | Ucraina                                                                | Qual. Mondiali 2010                                                    | -                                                                      | 88’                                                                    |
| 11-8-2010                                                              | Donec'k                                                                | Ucraina                                                                | 1 – 1                                                                  | Paesi Bassi                                                            | Amichevole                                                             | -                                                                      | 46’                                                                    |
| 4-9-2010                                                               | Łódź                                                                   | Polonia                                                                | 1 – 1                                                                  | Ucraina                                                                | Amichevole                                                             | -                                                                      | 46’                                                                    |
| 8-10-2010                                                              | Kiev                                                                   | Ucraina                                                                | 2 – 2                                                                  | Canada                                                                 | Amichevole                                                             | -                                                                      | 46’                                                                    |
| 1-6-2011                                                               | Kiev                                                                   | Ucraina                                                                | 2 – 0                                                                  | Uzbekistan                                                             | Amichevole                                                             | 1                                                                      | 46’                                                                    |
| 6-6-2011                                                               | Donec'k                                                                | Ucraina                                                                | 1 – 4                                                                  | Francia                                                                | Amichevole                                                             | -                                                                      | 60’                                                                    |
| 10-8-2011                                                              | Charkiv                                                                | Ucraina                                                                | 0 – 1                                                                  | Svezia                                                                 | Amichevole                                                             | -                                                                      | 45+1’                                                                  |
| 2-9-2011                                                               | Charkiv                                                                | Ucraina                                                                | 2 – 3                                                                  | Uruguay                                                                | Amichevole                                                             | -                                                                      |                                                                        |
| 6-9-2011                                                               | Praga                                                                  | Rep. Ceca                                                              | 4 – 0                                                                  | Ucraina                                                                | Amichevole                                                             | -                                                                      | 52’                                                                    |
| 29-2-2012                                                              | Petah Tiqwa                                                            | Israele                                                                | 2 – 3                                                                  | Ucraina                                                                | Amichevole                                                             | -                                                                      | 46’                                                                    |
| 28-5-2012                                                              | Kufstein                                                               | Estonia                                                                | 0 – 4                                                                  | Ucraina                                                                | Amichevole                                                             | 1                                                                      | 46’                                                                    |
| 1-6-2012                                                               | Innsbruck                                                              | Austria                                                                | 3 – 2                                                                  | Ucraina                                                                | Amichevole                                                             | -                                                                      | 46’                                                                    |
| 11-6-2012                                                              | Kiev                                                                   | Ucraina                                                                | 2 – 1                                                                  | Svezia                                                                 | Euro 2012 - 1º turno                                                   | -                                                                      | 85’                                                                    |
| 15-6-2012                                                              | Donec'k                                                                | Ucraina                                                                | 0 – 2                                                                  | Francia                                                                | Euro 2012 - 1º turno                                                   | -                                                                      | 46’                                                                    |
| Totale                                                                 |                                                                        | Presenze                                                               | 74                                                                     |                                                                        | Reti                                                                   | 8                                                                      |                                                                        |

## Palmarès

### Giocatore

#### Individuale
- Capocannoniere della 2. Bundesliga: 1

2002-2003
- Calciatore ucraino dell'anno: 1

2011